# Asociación de Antiguos Alumnos y Amigos de la Universidad de La Laguna
La Asociación de Antiguos Alumnos y Amigos de la Universidad de La Laguna (Alumni ULL) es una entidad privada que tiene como principal objetivo la vinculación a la Universidad de La Laguna de las personas que han cursado estudios en esa institución académica y de cualquier persona que desee apoyarla, potenciando las relaciones entre ellas mediante la promoción de todo tipo de actividades.

## Antecedentes

#### La Liga de Amigos de la Universidad
El 21 de septiembre de 1927, en el Real Decreto en que se dividió Canarias en dos provincias, se aprobó la creación de la Universidad de La Laguna, y el 25 de diciembre del mismo año fue nombrado rector de la misma José Escobedo y González-Alberú (1927-1931, 1937-1945). El 2 de febrero de 1928 se le ofreció un banquete homenaje, y en el mismo Buenaventura Quintín Benito, Gobernador Civil de Santa Cruz de Tenerife, pronunció un discurso y propuso la creación de la Liga de Amigos de la Universidad.
El Rector Escobedo, en el artículo Hacia la total reorganización de nuestra Universidad, expresaba la escasez de medios – no disponer de un edificio, ni biblioteca y laboratorios para la Facultad de Ciencias – y recordaba la idea expresada de constituir la Liga “integrada por personas de arraigo y prestigio en las islas”.

El Rector Escobedo publicó en La Prensa, los días 24, 25 y 26 de octubre de 1929, el artículo titulado Hacia la constitución de la "Liga de Amigos de la Universidad”. En el mismo detallaba la situación deficitaria de la recién creada Universidad de La Laguna, como “… la formación de bibliotecas y laboratorios…” y planteaba:
“Pongo de mi parte los medios para que el pueblo canario se manifieste, para que el archipiélago entero muestre su amor a la región, su cultura, y su adhesión a la causa universitaria. Al efecto, propóngome organizar la “Liga de Amigos de la Universidad”.[cita requerida]
Y definía:
“Nuestra proyectada “Liga de Amigos de la Universidad” tiene un doble fin. Por una parte tiende a exteriorizar y fomentar el amor de la región hacia un centro de cultura más elevado, y a mantener latente un vínculo fecundo entre el alma mater y los titulados que en ella obtuvieron formación científica. De otro lado propónese allegar recursos económicos para el sostenimiento del Centro, mediante aportaciones de corporaciones y particulares, proporcionadas, desde luego, a las posibilidades de los donantes.”[cita requerida]
La Liga de Amigos de la Universidad se creó bajo la dependencia directa del vicerrector D. Eulogio Alonso-Villaverde Moris.
“En las bases de la Liga de Amigos de la Universidad se encuentran los siguientes puntos: Serían considerados amigos de la Universidad aquellas sociedades y personas que entregaran algún donativo por modesto que fuese. En algunas poblaciones de más importancia se constituirían comisiones de estudiantes y antiguos alumnos de la Universidad, encargados de seguir extendiendo la incorporación de nuevos socios. Entre estas aportaciones las habían diferentes, así: los particulares podían aportar cien, setenta y cinco, cincuenta y veinticinco pesetas. Las cuotas de las corporaciones variarían según sus presupuestos, mientras las sociedades y particulares las abonarían trimestralmente.

En compensación y estimulo, “se establecerían en el futuro edificio de la Universidad pabellones y compartimientos independientes, con destino a depósitos de libros y material, en los que se hiciera constar la entidad particular donante, siempre que el donativo permitiera, por su cuantía, dotar al menos una sección de biblioteca o laboratorio. También se depositaría en los archivos del centro un álbum donde se consignarán los nombres de los donantes en proporciones más modestas.”
En El Defensor de Canarias, diario católico de Las Palmas, se publicaron tres artículos titulados “La Liga de Amigos de la Universidad” y firmados por un exalumno, los días 5, 13 y 14 de noviembre de 1929.
La Liga empezó a crecer y de esta manera surgieron comisiones en diferentes zonas de las islas de Tenerife, La Palma y La Gomera, al mismo tiempo que se ponía su existencia en conocimiento de las corporaciones municipales y del Cabildo de Gran Canaria, aun sabiendo las penurias de algunos ayuntamientos, pero entendieron que tenían el deber de contribuir al fomento de la mejora de la calidad de la enseñanza universitaria y de la cultura en general.  Así, La Prensa, el 12 de diciembre de 1929, recogía la primera lista de adheridos-donantes en Santa Cruz de Tenerife: 17 adheridos y 860 pesetas donadas.
El diario La Provincia, el 5 de enero de 1930, publicó el artículo “La Liga de Amigos de la Universidad en Las Palmas", donde aparecía la primera lista de asociados y donantes.
Sin embargo, con el tiempo la Liga de Amigos de la Universidad se fue difuminando.[cita requerida]

#### La Agrupación de los Amigos de la Universidad Nueva
El Rector Francisco Hernández Borondo (1931-1935) “…. impulsó en 1933 la Agrupación de los Amigos de la Universidad Nueva, que, lejos de suponer una resurrección de la inoperante Liga de finales de los años veinte, casi calcaba su nombre del movimiento francés prototípicamente republicano en favor de la democratización de la enseñanza media y superior (Les compagnons de la Université Nouvelle)”

El 16 de junio de 1933 se celebró la primera Asamblea de la Agrupación de los Amigos de la Universidad Nueva, presidida por el Rector Hernández Borondo: 
“El señor Hernández Borondo expuso concretamente la idea de la nueva agrupación, … expresando su esperanza de que, mediante esta agrupación, aquélla se ponga en contacto con el pueblo y cree el ambiente que necesita para desarrollar una vida eficiente y práctica para los Intereses espirituales y materiales universitarios, tales como la creación de becas para alumnos pobres, cursillo de invierno para extranjeros en virtud de los cuales puedan expedirse certificados de aptitud de idiomas, organización de actos de extensión cultural, celebración del "Día de la Universidad", y, en fin, cuanto sea necesario para que nuestro primer centro docente se incorpore a una vida plena de actividad y se consolide definitivamente en bien de la cultura del Archipiélago.”
El comité organizador provisional estaba formado por José Rodríguez Moure, José Peraza de Ayala, Alonso Suarez Melián, Emilio Gimeno y Domingo García. También se nombró una comisión encargada de redactar un proyecto de Reglamento integrada por María Luisa Alonso, José Rial, Manuel González de Aledo y Luis Álvarez Cruz.[cita requerida]
Según Sosa Alsó, “se creó … para potenciar la “Extensión Universitaria”. Mediante ella la Universidad se pondría en contacto con el pueblo (creando) el ambiente que necesita para desarrollar una vida eficiente y práctica para los intereses espirituales y materiales universitarios tales como la creación de becas para alumnos pobres, cursillos para extranjeros … organización de actos de extensión cultural … y, en fin, cuantos sea necesario para que nuestro primer centro docente se incorpore a una vida plena de actividad y se consolide definitivamente en bien de la cultura del Archipiélago. … la Agrupación de los Amigos de la Universidad Nueva.
El periodista Juan Pérez Delgado, más conocido por el sobrenombre de Nijota, publicó en La Prensa, el 22 de junio de 1933, su Musa cómica dedicada a esta asociación.
En enero de 1934 se constituyó en Las Palmas de Gran Canaria el Comité Organizador de la Asociación de Amigos de la Universidad, con los siguientes miembros: Presidente, don Domingo Massieu Rodríguez. Vocales, don Luis Doreste Silva, don Francisco del Río Falcón, don José Rodríguez Batllori, don Pedro Cúllen del Castillo y don Arturo Sarmiento Valle.
La creación de la Agrupación fue vista con recelos por parte del bloque más conservador del profesorado, lo que, junto a fuertes tensiones internas en el claustro, llevó a un cuestionamiento del Rector Hernández Borondo, de modo que en mayo de 1935 le fue aceptada la dimisión por el Ministerio.[cita requerida]

#### La Sociedad de Amigos de la Universidad de La Laguna
El 26 de octubre de 1955, el periódico Falange publicó un artículo de Alberto Navarro González, Rector de la Universidad de La Laguna (1951-1963), titulado “La Sociedad de Amigos de la Universidad de La Laguna”, donde expresaba que “Es ya es una realidad el funcionamiento de las tres Facultades de esta Universidad, en los nuevos locales construidos por el Ministerio de Educación Nacional, en La Laguna.”, ya que estaba casi finalizado el Edificio Central de la Universidad. Pero expone dos dificultades con las que tropieza la Universidad de La Laguna: “la distancia que la separa de las restantes Universidades españolas … que en gran parte motiva el que los Catedráticos que a ella vienen, no deseen permanecer en la misma durante largo tiempo …” y “ … la deficiente dotación de Bibliotecas, Seminarios y Laboratorios…” Cree que junto al esfuerzo económico que hace el Ministerio “… se hace necesario un especial apoyo de las autoridades y organismos de Canarias e incluso de particulares especialmente de aquellos que en las aulas de esta Universidad recibieron enseñanza, ya que es el Archipiélago entero, quien principalmente recogerá los frutos del mejor o peor funcionamiento de la Universidad de La Laguna.” Y considera que “El medio más adecuado de conseguirlo es, …, la creación de una Sociedad de Amigos de la Universidad de La Laguna, … El fin de esta Sociedad seria doble. De un lado, crear un ambiente favorable a las actividades de la Universidad, y del otro, apoyar y favorecer a la Universidad de La Laguna en aquellas necesidades a que el Estado no puede atender con toda la eficacia debida, dadas las especiales circunstancias de esta Universidad. Así con las aportaciones proporcionales de las autoridades y organismos canarios, así como con las que se recaudaren entre particulares, sumadas a las subvenciones extraordinarias del Ministerio, se podría hacer frente con más eficacia al problema de la permanencia de los catedráticos y al de la pronta adquisición de los medios adecuados para la enseñanza y la investigación.” 
Esta propuesta del Rector Alberto Navarro no se llegó a realizar.[cita requerida]

### Creación de la Asociación de Antiguos Alumnos y Amigos de la Universidad de La Laguna
Alumni ULL fue una iniciativa del Rector José Gómez Soliño (1999-2003), quien encargó al Vicerrector de Alumnado José Fernández y a un antiguo Vicerrector de Alumnado y también profesor de Filología Inglesa, José Luis García Pérez, poner en marcha la Asociación. El 20 de enero de 2001 se celebró en el Paraninfo de la Universidad de La Laguna un acto cuya mesa presidencial estaba formada por antiguos/as alumnos/as, entre los que se encontraba el Presidente del Gobierno de Canarias de ese momento, Román Rodríguez, la alcaldesa de La Laguna, Ana Oramas, y otras personalidades. A lo largo de la presentación se hizo una exposición de la vida universitaria de otras épocas y se proyectó un video con los objetivos que se querían conseguir una vez que se formara la Asociación como tal. En este acto se inscribieron 56 personas en la Asociación.. En octubre de ese mismo año se celebró en La Laguna el V Encuentro de las Asociaciones de Antiguos Alumnos de las Universidades Españolas, que sirvió de marco de presentación pública de Alumni ULL.[cita requerida]
A finales de 2001 se convocó una asamblea de socios/as que aprobó la creación de una Comisión Gestora para poner en marcha todos los procedimientos legales de la asociación.[cita requerida]

### Alumni ULL en el sigloXXI
En el año 2025, la entidad cuenta con más de 2.300 personas asociadas. La junta directiva está constituida por nueve miembros: un/a presidente/a, que por mandato estatutario debe ser una persona ajena a la comunidad universitaria, dos vicepresidentes/as, un/a tesorero/a, un/a secretario/a y de cuatro a ocho vocales. En la junta también participa el/la Rector/a de la ULL o Vicerrector/a en quien designe su representación, así como un/a representante designado/a por el Consejo Social de la Universidad.

## Actividades

#### Premios
Alumni ULL convoca anualmente una serie de premios dirigidos a reconocer la labor de los miembros de la comunidad universitaria:
- Premio a los Valores Humanos "José Luis García Pérez", denominado en honor al Vicerrector que puso en marcha la asociación y fue su primer presidente. Este galardón,, convocado en colaboración con el Consejo Social, está dirigido especialmente al alumnado y pretende premiar a quienes se hayan distinguido por sus cualidades humanas, a través de su dedicación e implicación en actividades solidarias, sociales, humanitarias, culturales o en defensa del medio ambiente, o la realización de Trabajos de Fin de Grado o Máster referidos a los temas señalados.[cita requerida]
- Premio Alonso de Nava-Grimón, denominado en honor a un personaje señero de la época de la Ilustración en Canarias y promotor de la creación de la universidad en 1792. Este premio, no pecuniario, tiene por objeto distinguir a una persona que haya estado o esté relacionada directamente con la Universidad de La Laguna, incluyendo a quien haya participado como mecenas, y que se distinga por su trabajo, por su espíritu crítico y conciliador, y/o desarrolle actividades en favor de la comunidad.[cita requerida]
- Premio al Mejor Expediente Académico, Premio al Mejor Trabajo Fin de Grado y Premio al Mejor Trabajo Fin de Máster, todos con dotación económica, con el objetivo de reconocer el esfuerzo académico del alumnado.

Estos premios son entregados durante el Día Institucional de la Universidad de La Laguna, un evento anual surgido de la iniciativa de Alumni ULL y coorganizado con el Rectorado de la institución.

### Mecenazgo
También con carácter anual, Alumni ULL convoca un programa de mecenazgo con la finalidad de patrocinar centros, grupos de investigación y colectivos vinculados a la Universidad de La Laguna, de manera que puedan sufragar gastos de inversión para su funcionamiento o proyectos de actividades. Las ayudas concedidas mediante este programa son financiadas por las aportaciones que realizan diferentes empresas con las que la asociación mantiene acuerdos de colaboración.

### Actividades sociales y culturales
Alumni ULL organiza regularmente un amplio abanico de actividades de carácter social y cultural, entre las que figuran excursiones, visitas guiadas, almuerzos temáticos, conferencias, mesas redondas... Estas actividades están dirigidas tanto a las personas asociadas como al público en general.
Además, con el patrocinio del Ayuntamiento de La Laguna, se organiza todos los años un pasacalle de tunas, un concierto de la Banda Sinfónica de la Universidad de La Laguna y una exposición de fotos antiguas de la Universidad, que desde 2020 queda recogida en un vídeo.

### Presidencias
Desde su fundación, han ocupado la presidencia de Alumni ULL las siguientes personas:
- José Luis García Pérez (2000-2002)
- Carlos Silva Heuschkel (2002-2005)
- Zenaido Hernández Cabrera (2005-2015)
- Carmen Pitti García (2015-2021)
- Luis Ortigosa Castillo (2021- )

### Socios/as de honor
Alumni ULL ha reconocido con la categoría de Socio/a de Honor a las siguientes personalidades:
- Enrique Fernández Caldas (2004)
- Antonio Bethencourt Massieu (2004)
- José Carlos Alberto Bethencourt (2004)
- María Luisa Tejedor Salguero (2004)
- Matías López Rodríguez (2004)
- José Gómez Soliño (2004)
- Rosa María Alonso Rodríguez (2005)
- Manuela Marrero Rodríguez (2005)
- Ángel Gutiérrez Navarro (2009)
- Agustín Arévalo Medina (2011)
- Nácere Hayek Calil (2011)
- Alfredo Mederos Pérez (2011)
- Eduardo Domenech Martínez (2017)
- Antonio Martinón Cejas (2020)
- Rosa María Aguilar Chinea (2024)